# Krucyfiks Baryczkowski

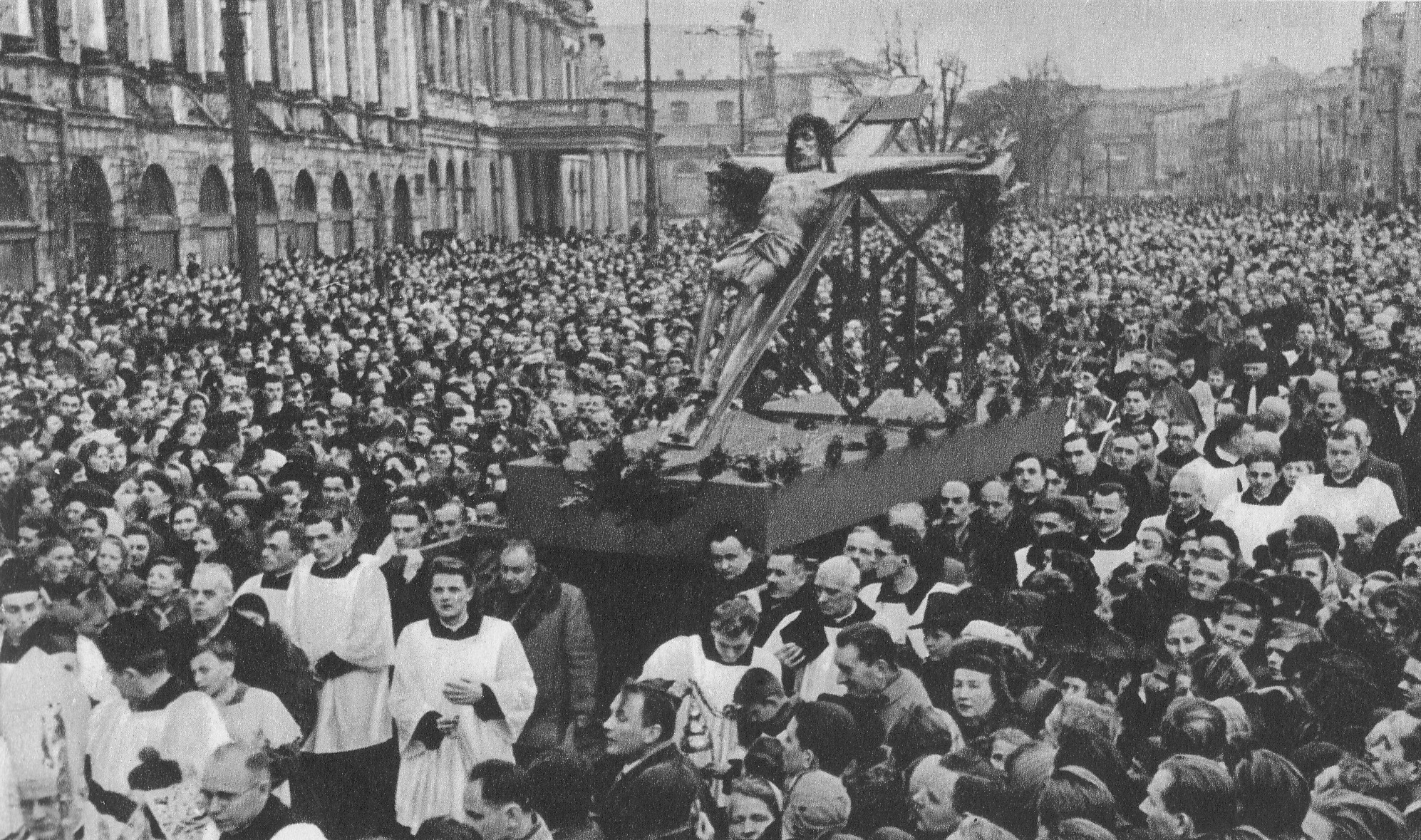
Uroczysta procesja z krucyfiksem do odbudowywanej katedry, 1948

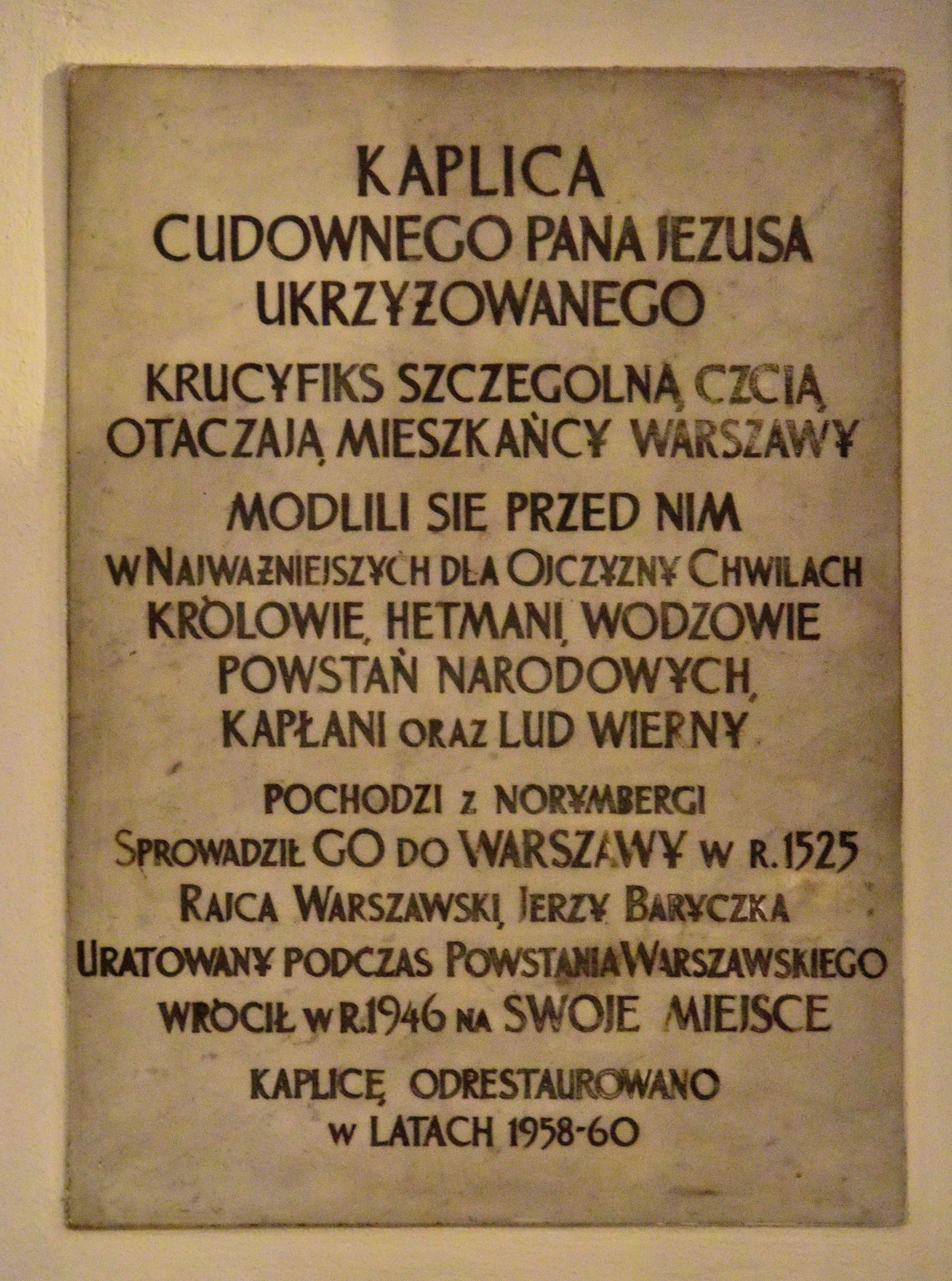
Tablica informacyjna przy wejściu do kaplicy

Krucyfiks Baryczkowski – zabytkowy, późnogotycki krucyfiks, znajdujący się w kaplicy Baryczków w bazylice archikatedralnej św. Jana Chrzciciela w Warszawie. Jeden z nielicznych zachowanych późnośredniowiecznych zabytków miasta.

## Historia
Ofiarodawcą krucyfiksu był najprawdopodobniej rajca miejski Jerzy Baryczka, który, według legendy, a także relacji księdza Sebastiana Neumaniego, przywiózł go z Norymbergi w 1539, ratując przed zniszczeniem przez luteran. Krzyż wisiał początkowo w północnej (bocznej) nawie kościoła św. Jana, a po katastrofie zawalenia się wieży (1602) przeniesiono go do tymczasowego pomieszczenia, by w 1639 umieścić go w specjalnie dlań ufundowanym ołtarzu kaplicy Wodyńskich (obecnie Najświętszego Sakramentu). 
Na początku XVIII wieku krucyfiks został umieszczony w wybudowanej dla niego kaplicy Cudownego Pana Jezusa (Baryczków), znajdującej się w przedłużeniu lewej nawy kościoła, ufundowanej przez podchorążego bracławskiego Stanisława Kleinpolta Małopolskiego. Tam znajdował się nieprzerwanie do 16 sierpnia 1944, kiedy podczas powstania warszawskiego został zdjęty z krzyża przez Wacława Karłowicza i wyniesiony z płonącej świątyni przez sanitariuszki z batalionu „Wigry” Barbarę Gancarczyk i Teresę Potulicką-Łatyńską. Krucyfiks został przeniesiony do podziemi kościoła św. Jacka. Figura została położona wśród rannych powstańców, gdzie przez pomyłkę ks. Henryk Cybulski namaścił ją świętymi olejami.
Po upadku powstania krucyfiks został przeniesiony do kościoła św. Anny, a w 1945 został umieszczony w kościele pokarmelickim. Do katedry powrócił w uroczystej procesji w 1948, jeszcze przed ukończeniem odbudowy świątyni, gdyż kaplica Baryczków była stosunkowo mało zniszczona. W uroczystości wziął udział kard. August Hlond i trzech biskupów.
We wrześniu 1981 skradziono wota znajdujące się w kaplicy.

## Forma
Postać Chrystusa jest wykonana z drewna lipowego i ma prawie naturalną wielkość. Oklejona jest płótnem lnianym, zagruntowanym z polichromią. Na głowie umocowano naturalne włosy i umieszczono koronę cierniową. Artysta uchwycił moment tuż po zgonie, powagę i spokój oblicza, na którym maluje się jednak obraz przebytej męki. Oczy są zamknięte, wargi lekko rozchylone, policzki zapadnięte, broda krótka, odsłaniająca pofałdowaną w wyniku zgięcia szyję. Anatomia ciała pokazana jest prawidłowo, w tym także muskulatura klatki piersiowej. Siatka nabrzmiałych żył oddana jest szczególnie realistycznie na nogach i rękach. Dłonie mają rozchylone palce, a dolna partia nóg zwisa częściowo bezwładnie. Perizonium ma pieczołowicie opracowane pofałdowanie i stanowi element wyraźnie dekoracyjny.
Krucyfiks otoczony był szczególną czcią mieszkańców, a wokół niego wieszano liczne wota, np. w 1771 było ich tak wiele, że zaczęły przesłaniać samą figurę.

## Badania naukowe
Krucyfiks opisał kompleksowo jako pierwszy Tadeusz Dobrzeniecki w 1948 (Biuletyn Historii Sztuki i Kultury). Maksymilian Baruch, badacz dziejów rodziny Baryczków, nie łączył krucyfiksu z Norymbergą. Opierając się na badaniach Barucha, Dobrzeniecki negował datę 1539, jako czas przywiezienia krzyża do Warszawy. Jako miejsce pochodzenia dzieła wskazywał Wrocław lub Śląsk, twierdząc nawet, że mogło to być dzieło tego samego artysty, który wykonał krucyfiks z wrocławskiego kościoła Panny Marii na Piasku. Izabela Galicka i Hanna Sygietyńska wysnuły natomiast hipotezę, że krzyż przywodzi na myśl naturalistyczną i mistyczną rzeźbę hiszpańską, a kraj ten leżał w zasięgu podróży Baryczki. Podobne cechy stylowe wykazuje też późnogotycki krucyfiks wiszący w kościele św. Trójcy w Gdańsku.

## Legenda
Z krzyżem wiąże się legenda, która mówi, że jeszcze w Norymberdze na głowie Chrystusa rosły prawdziwe włosy. Mogła je obcinać wyłącznie dziewica, złotymi nożyczkami. Włosy te przestały wzrastać w czasie, gdy Marcin Luter rozpoczął głoszenie nauk protestanckich. Dopiero w Warszawie cudowne zjawisko uległo odnowieniu, ale miało miejsce tylko raz. Zanikło po próbie obcięcia włosów przez oszustkę, udającą dziewicę.